# Anizy-le-Château
Anizy-le-Château korábbi község Franciaországban, Aisne megyében. Lakosainak száma 1931 fő (2018. január 1.). Anizy-le-Château Brancourt-en-Laonnois, Landricourt, Lizy, Pinon, Quincy-Basse, Vauxaillon és Wissignicourt községekkel határos.
2019. január 1-jén Faucoucourt és Lizy korábbi községgel egyesült és az így létrejött Anizy-le-Grand új község része lett.

## Népesség
A település népességének változása:
| Lakosok száma | 1713 | 1788 | 1926 | 1903 | 1900 | 1912 | 1948 | 1987 | 1939 | 1931 |
|               | 1968 | 1975 | 1982 | 1999 | 2006 | 2011 | 2013 | 2016 | 2017 | 2018 |